# Stylaster microstriatus
Stylaster microstriatus är en nässeldjursart som beskrevs av Hjalmar Broch 1936. Stylaster microstriatus ingår i släktet Stylaster och familjen Stylasteridae. Inga underarter finns listade i Catalogue of Life.